# 五代富文
五代 富文（ごだい とみふみ、1932年9月10日 - 2025年7月24日）は、日本の宇宙工学者。宇宙政策シンクタンク宙の会代表幹事。

## 経歴
1932年東京生まれ。東京都立日比谷高等学校卒、1957年東京大学工学部航空学科卒、1964年カリフォルニア工科大学修士卒、工学博士。
富士精密工業で観測ロケットの研究・開発を行い、航空宇宙技術研究所でロケットの設計・研究・開発に従事した。宇宙開発事業団（NASDA/現・宇宙航空研究開発機構＝JAXA）に転じた後は、初の国産大型ロケットH-IIロケット開発を主導し、
大型国産ロケット路線を確立した。1988年に理事、1996年からは副理事長に就任し、2000年10月24日にNASDAを退職。元文部科学省宇宙開発委員会参与。2002年、勲二等瑞宝章受章。
日本国内では日本航空宇宙学会会長、日本ロケット協会会長を、国際的には国際宇宙航行連盟（IAF）会長、アメリカ航空宇宙学会（AIAA）理事を務めた。
2025年7月24日、老衰のため死去した。92歳没。

## 親族
五代友厚は曾祖父にあたり、妻は評論家の五代利矢子である。

## 著書
- 『月に行こうか、火星に行くか』（丸善出版、2006年7月）ISBN 9784621077382
- 『日中宇宙戦争』中野不二男との共著（文春新書、2004年1月）ISBN 9784166603619
- 『国産ロケットH-Ⅱ　宇宙への挑戦』（徳間書店、1994年）ISBN 9784198601003
- 『日本の飛翔』（丸善出版、1987年）ISBN 9784621031551